# Kamilo Mašek
Kamilo Mašek, slovenski glasbeni pedagog in skladatelj, * 11. julij 1831, Ljubljana, † 29. junij 1859, Stainz; Avstrija).
Kamilo je bil sin in učenec Gašparja Maška. Že z devetimi leti je nastopal kot violinist in pevec na ljubljanskih odrih, s 15-imi leti je že izdal samospev »An die Sterne« op. 9, pri osemnajstih pa je postal redni član ljubljanske filharmonične družbe. Glasbeno se je izobraževal tudi na Dunaju, med letoma 1852 in 1854 pa je bil učitelj grofa Strachwitza v Šebetovem na Moravskem. Po očetovi upokojitvi se je vrnil v Ljubljano in ga nasledil na profesorskem mestu v glasbeni šoli. Ustanovil je prvo slovensko glasbeno revijo Cecilija in opozoril na pomembnost Gallusovih kompozicij. Marljivost in neumorno komponiranje sta bila verjetno vzrok za poslabšanje njegovega zdravja, leta 1857 je zbolel za jetiko. Umrl je med zdravljenjem v kraju Stainz (Štajerska, Avstrija).

## Dela
- Uvertura k melodrami Judita (1854), za orkester
- Polke za pihalni orkester: Slovanska p., Slovenska p., Srbska p., Slovanski duet
- Divertimento za 2 violi, 2 violončela in kontrabas (1954)
- Fantazija za melofon in klavir
- Zborovska glasba: Blejsko jezero, Strunam
- Samospevi, venček pesmi na besedila F. Prešerna